# Five Eyes
Five Eyes (FVEY) este o alianță de informații care cuprinde Australia, Canada, Noua Zeelandă, Regatul Unit și Statele Unite ale Americii. Aceste țări sunt părți la Acordul multilateral UKUSA, un tratat de cooperare comună în domeniul informațiilor privind semnalele.